# التنهات
روضة التنهات هي روضة تقع في منطقة الرياض بالمملكة العربية السعودية، تبعد عن العاصمة الرياض 185 كيلو، وتبلغ مساحتها 32 كم. تقع حاليا ضمن النطاق الجغرافي لمحمية الملك عبدالعزيز الملكية.

## طبيعة روضة التنهات
هي أكبر الروضات في الجزيرة العربية مساحة، يصب فيها عدد من الأودية أهمها وادي الشوكي وهو أكبرها ووادي الطيري ووادي العتك ووادي الودي، وتكثر فيها أشجار الطلح والسدر، وتنبت فيها الزهور في موسم الربيع كالأقحوان والحوذان والخزامى.

## الموقع والمساحة
تقع شمال مدينة الرياض على بعد 185 كيلو، وتحيط بها رمال الدهناء من الشرق .

## التاريخ
لها ذكر في عدد من القصائد العربية القديمة والمعاصرة، وكانت منتزهاً رسمياً للملك عبد العزيز بن عبد الرحمن وأبناءه من بعده .